# ان‌جی‌سی ۴۳۱
ان‌جی‌سی ۴۳۱ (انگلیسی: NGC 431) نام یک کهکشان عدسی در صورت فلکی آندرومدا است.